# 王保安
王保安（1963年12月—），男，河南鲁山人，中华人民共和国政治人物。中南财经大学研究生毕业，经济学博士。曾任国家统计局局长。因受贿罪被判处无期徒刑。

## 生平

### 仕途
1984年3月加入中国共产党。1984年8月参加工作。1991年至1994年分别任财政部办公厅部长秘书室副处长级秘书、处长级秘书，服务时任部长刘仲藜。1994年至1996年任国家税务总局办公厅局长秘书室处长级秘书，服务时任局长刘仲藜（财政部部长兼）。1997年，任国家税务总局办公厅副主任。次年，升任财政部办公厅副主任。2000年至2007年分别任财政部政策规划司司长、综合司司长。2007年，任财政部经济建设司司长。2008年10月17日，中国工会十五大在北京开幕，大会选举他出任主席团委员。2009年12月，任财政部部长助理，2012年2月，升任财政部副部长。2015年4月，调任国家统计局局长、党组书记。2015年6月，兼任央行货币政策委员会委员。

### 落马
2016年1月26日，中共中央纪委宣布王保安因涉嫌严重违纪接受组织调查。据媒体报道，王保安或因财政部任内事情落马。
2016年1月29日，中共中央组织部有关负责人证实，中共中央决定免去王保安领导职务。
2016年8月26日，中纪委发文称王保安因严重违纪被开除党籍，并经国务院批准被开除公职。收缴其违纪所得；将其涉嫌犯罪问题、线索及所涉款物移送司法机关依法处理。
据澎湃新闻报道，王保安生活作风奢侈。中国裁判文书网公开的《马永刚行贿一审刑事判决书》披露，中共十八大召开两年多后的2014年9月，王保安在香港开会期间，收受北京企业家马永刚在在香港中环IFC商场的柏林眼镜店花费港币107500元购买的白金边框眼镜一副。2015年6月，身为中共党员的王保安在山西五台山拜佛，又在五台山收受马永刚送给的人民币2万元。 在王保安所收受的豪宅中，其中有一套豪宅位于玉渊潭公园北岸，东侧紧邻钓鱼台国宾馆，离他办公位置极近，面积约318平米，购房、装修总费用近5000万。对于这套豪宅的由来，王保安解释道：“他(商人)在江苏投资开发了一个项目，已经报到了财政部，想看能不能帮忙催一下。其实就是到我这儿圈个圈就行。”
2017年5月11日，王保安受贿一案由河北省张家口市中级人民法院开庭审理，检察机关指控他受贿1.5428亿余元。5月31日，张家口中院一审宣判，王保安为相关单位和个人在彩票销售、贷款申请、项目审批、土地开发以及工作招录、职务调整等事项上提供帮助，非法收受他人财物共计折合人民币1.53亿余元，判处无期徒刑，剥夺政治权利终身，并处没收个人全部财产。

## 家庭
- 妻子：霍肖宇，1966年9月出生，1988年7月获中国人民大学经济学学士学位，曾任中国银河证券股份有限公司副总裁。2016年1月31日，银河证券发布公告称，董事会近日知悉公司副总裁霍肖宇因个人原因正在配合内地司法机关工作[15]。2016年7月29日，中国银河证券股份有限公司不再聘任其为公司执行委员会委员及副总裁[16]。
- 王保安有两个通过代孕生的儿子，第一个儿子2015年9月28日出生，第二个儿子2016年1月18日出生，八天后王保安即被宣布接受调查[17]。根据河北省张家口市桥西区法院刑事判决书显示，海特电子集团、山东神工海特公司两公司实际控制人关成善伙同女友彭某向国家发改委申报高性能锂离子动力电池用磷酸铁锂正极材料项目过程中，为了获得国家批准，请托时任国家财政部部长助理王保安向国家发改委工业司和财政部经建司主要领导打招呼，从而获得国家财政补贴3316万元。为表示感谢，关、彭二人为常以无子为憾的王保安联系代孕机构并支付代孕费346.45万元人民币[18]。
- 两个弟弟在家乡河南任职，2016年春节前被有关部门带走。其中王宏景，官至焦作市人民政府常务副市长，2016年3月1日被免职。另王宏希曾任平顶山市财政局局长、中共平顶山市湛河区委书记[19]。